# Jensen Motors
Jensen Motors Ltd. — британская компания, автопроизводитель, выпускала спортивные автомобили в период с 1934 по 1976 год. Базировалась в местечке Линг на окраине Вест Бромвича. Одним из известнейших достижений компании является Jensen FF — первый серийный легковой автомобиль (не внедорожник), оснащённый системой постоянного полного привода и АБС.

## История
Компания попала под контроль Norcros Group в 1959 году и после разногласий Ричард и Алан Дженсены ушли в отставку в 1966 году. Американский автомобильный дистрибьютор Кьелл Кавалли (Kjell Qvale) стал главным акционером в 1970 году и привел в компанию Дональда Хили в качестве председателя. Jensen Motors прекратил свою деятельность в мае 1976 года.
Часть фирмы сохранилась до 90-х гг. и начала ограниченный выпуск модели Interceptor. Вновь компания всплыла в 1998 г. с новым спортивным автомобилем «S-V8», построенным на заводе в Реддише.
Возрождение 2001 года было недолгим. Выпуск единственной модели, кабриолета S-V8, был прекращён к концу 2002 года.
В апреле 2010 года была основана компания Jensen International Automotive (JIA). Она будет заниматься скупкой автомобилей предыдущей модели Jensen Interceptor, и продавать их как новые после полной реставрации, с новым двигателем и внутренней отделкой.

## Сторонние проекты
Austin A40 Sports: Совместный плод сотрудничества Austin и Jensen.
Austin-Healey 100: BMC отклонила проект дизайна нового Остина, предложенный фирмой Дженсен, в пользу работы Дональда Хили, однако, по договорённости между компаниями, в 1952—1956 гг. модель почти полностью собиралась в Jensen, на заводе BMC в Лонгбридже выполнялись окончательные доделки.
Volvo P1800: в 1960 году Дженсен Моторс, чьи производственные мощности не были достаточно загружены, подписал контракт на сборку 10 000 Volvo P1800. При этом сами кузова изготавливались компанией Pressed Steel на заводе в шотландском Линвуде (область Ренфрушир), а оттуда по железной дороге перевозились уже в Вест Бромвич. Первая партия машин вышла из стен завода в сентябре 1960, однако уже в 1963 году из-за усиливавшихся проблем с контролем качества производство было переведено в Гётеборг, а название модели изменили на 1800S (индекс S обозначал шведскую сборку). В Англии, таким образом, было сделано лишь около 6000 машин.
Sunbeam Tiger: В начале 1960-х годов компания также принимала участие в разработке и производстве Sunbeam Tiger

## Модельный ряд
- Jensen S-type (1936—1941)
- Jensen H-type (1938—1945)
- Jensen PW (1946—1952)
- Jensen Interceptor (1950—1957)
- Jensen 541 (1954—1959)
- Jensen 541R (1957—1960)
- Jensen 541S (1960—1963)
- Jensen CV8 (1962—1966)
- Jensen P66 (1965, прототип)
- Jensen Interceptor (1966—1976)
- Jensen FF (1966—1971)
- Jensen-Healey (1972—1975)
- Jensen GT (1975—1976)
- Jensen S-V8 (2001)

- Jensen S-type drophead 3.5 litre 1938 г.
- Jensen Interceptor первого выпуска, 1954 г
- Jensen 541
- Jensen 541 R
- Jensen 541 S
- Jensen CV8
- Прототип Jensen P66, 1965 г.
- Jensen Interceptor второго выпуска, модификация Mk.III
- Jensen FF
- Jensen-Healey, 1973 г.
- Jensen GT
- Jensen S-V8